# Ann Grete Nørgaard
Pour les articles homonymes, voir Nørgaard.
Ann Grete Nørgaard, née le 15 septembre 1983 à Viborg, est une handballeuse internationale danoise évoluant au poste d'ailière gauche.

## Biographie
Ann Grete Nørgaard démarre le handball en 1992 au Søndermarken IK à l'âge de 9 ans. En 1996, elle rejoint Viborg HK. Barrée sur l'aile gauche par l'internationale Henriette Rønde Mikkelsen, l'ailière est prêtée au club de deuxième division de Skive fH, qui faisait alors office de club satellite de Viborg, lors de la saison 2004-2005. Après être revenue à Viborg à l'été 2005, elle est à nouveau prêtée à Skive en novembre de la même année. À l'été 2006, elle rejoint le club de première division de Randers HK.
Au début de la saison 2008-2009, elle résilie son contrat avec Randers HK en raison d'un différend avec le club. Ne retrouvant pas de club en raison de la crise économique, elle s'engage avec l'équipe réserve de Viborg qui évolue en troisième division. À la suite de la blessure de Gitte Aaen en mars 2009, elle est intégrée à l'équipe première avec qui elle remporte le championnat du Danemark. Elle participe également à la victoire e
À l'été 2009, elle signe dans le club de Horsens HK. Elle devient rapidement la meilleure marqueuse de l'équipe. Mais le club est relégué en deuxième division pour raison administrative à l'été 2010 et toutes les joueuses sont libérées de leur contrat.
Après une saison à Horsens, elle rejoint donc Team Tvis Holstebro. Avec Holstebro, elle remporte la coupe EHF à deux reprises, en 2013 et 2015.
À l'intersaison 2015, elle quitte Team Tvis Holstebro pour rejoindre Viborg HK.
En 2019, après quatre saisons à Viborg HK, elle s'engage avec le SCM Râmnicu Vâlcea, champion de Roumanie en titre.
Ann Grete Nørgaard a joué 139 matchs pour l'équipe nationale danoise, pour 549 buts marqués. Elle atteint notamment la troisième place du championnat du monde 2013, compétition durant laquelle elle inscrit 24 buts en 8 matchs.

## Palmarès

### En club
compétitions internationales
- vainqueur de la coupe EHF (2) en 2013 et 2015 (avec Team Tvis Holstebro)

compétitions nationales
- championne du Danemark (4) en 2001, 2002, 2006 et 2009 (avec Viborg HK)

### En sélection
championnats du monde
- 6e place du championnat du monde 2015
- troisième du championnat du monde 2013[15]
- 4e place du championnat du monde 2011

championnats d'Europe
- 7e place du championnat d'Europe 2014
- 5e place du championnat d'Europe 2012
- 4e place du championnat d'Europe 2010

### Distinctions individuelles
- élue meilleure ailière droite du championnat du Danemark en 2008, 2011, 2013[16], 2015 et 2017[17]